# Тонганска панга
Тонганска панга је званична валута на Тонги. Скраћеница тј. симбол за пангу је T$ а међународни код TOP. Пангу издаје Народна резервна банка Тонге. У 2005. години инфлација је износила 11,1%. Једна панга се састоји од 100 сенитија а један сенити од 100 хауа. Панга није конвертибилна а вредносно је везана за аустралијски, новозеландски и амерички долар као и за јапански јен.
Уведена је 1967. када је заменила тонганску фунту.
Постоје новчанице у износима 1, 2, 5, 10, 20, 50 и 100 панги и кованице у износима од 1, 2, 5, 10, 20 и 50 сенитија.